# تپه‌های شهر بانه قطار آغاج
تپه‌های شهر بانه قطار آغاج مربوط به دوران‌های تاریخی پس از اسلام است و در شهرستان اقلید، بخش سده، روستای قطار آغاج واقع شده و این اثر در تاریخ ۱۲ بهمن ۱۳۸۱ با شمارهٔ ثبت ۷۳۲۸ به‌عنوان یکی از آثار ملی ایران به ثبت رسیده است.